# 日南一本釣りカツオ炙り重
日南一本釣りカツオ炙り重（にちなんいっぽんづりカツオあぶりじゅう）は、宮崎県日南市で販売されているご当地グルメである。

## 概要
日南商工会議所とじゃらんが共同開発したご当地グルメで、2種類の漬けカツオを七輪で炙って、重箱に盛られたご飯の上に載せて食べる料理である。
2010年5月1日から日南市内の飲食店、日南海岸南郷プリンスホテル、ホテルシーズン日南、港の駅めいつにて販売を開始。

## 外部リンク

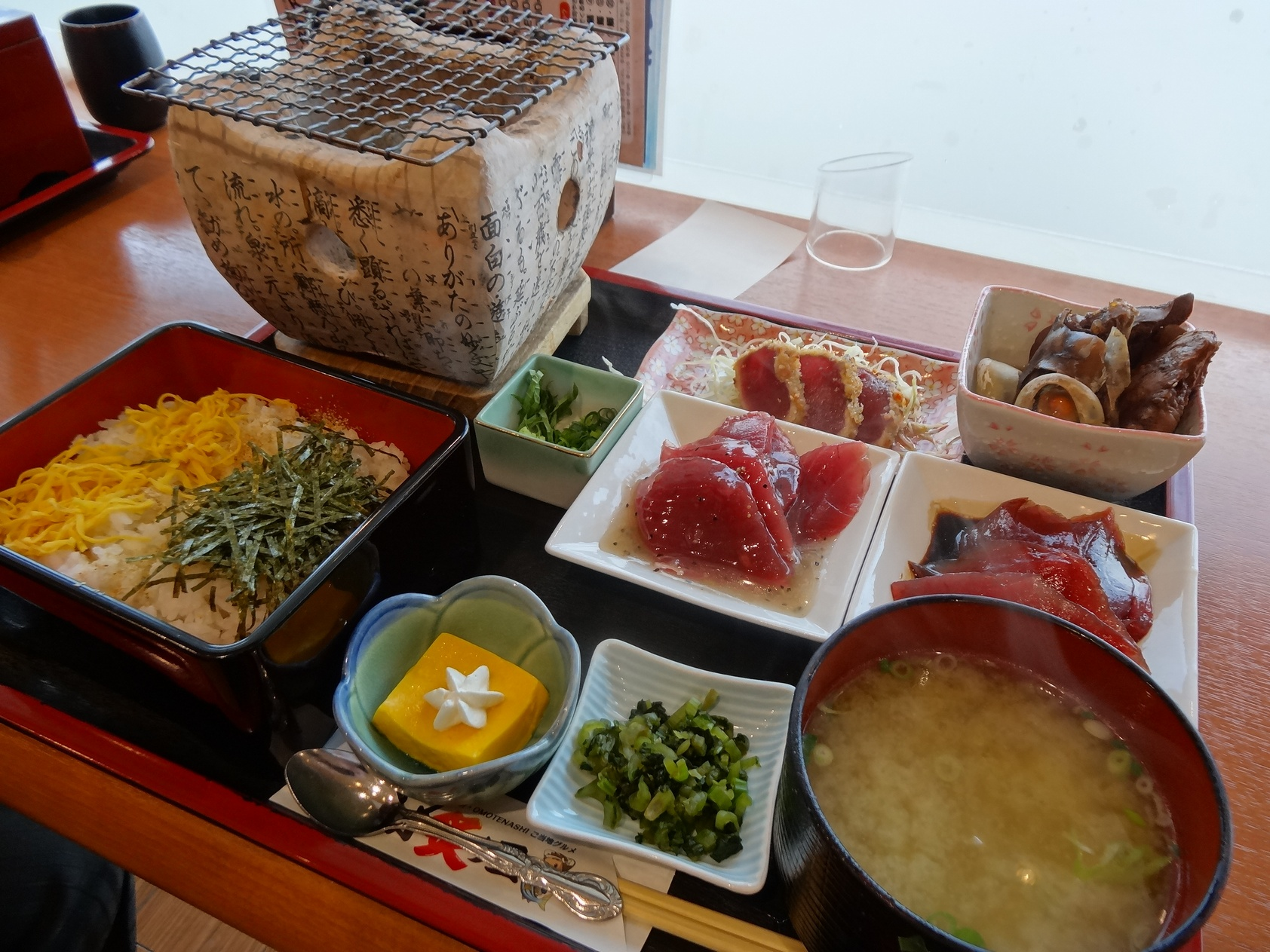
日南一本釣りカツオ炙り重の一例（港の駅めいつ）